# اسپالدویک
اسپالدویک (به انگلیسی: Spaldwick) یک روستا و محله مدنی در بریتانیا است که در هانتینگدونشر واقع شده‌است. اسپالدویک ۶۳۱ نفر جمعیت دارد.